# Kaszan Digitális Komplexum állomás
Kaszan (Gasan) Digitális Komplexum állomás a szöuli metró 1-es és  7-es vonalának állomása Kumcshon-ku (Geumcheon-gu) kerületben.

## Viszonylatok
| 1-es vonal                                                               | 1-es vonal                                                               | 1-es vonal                                                                                       |
| ------------------------------------------------------------------------ | ------------------------------------------------------------------------ | ------------------------------------------------------------------------------------------------ |
| Kuro (Guro) Jongszan (Yongsan) felé                                      | Kjongbu (Gyeongbu) szakasz piros expresszvonat                           | Anjang (Anyang) Cshonan (Cheonan) felé                                                           |
| Kuro (Guro) Kvangun (Gwangun) Egyetem és Jongdungpho (Yeongdeungpo) felé | Kjongbu (Gyeongbu) szakasz személyvonat Kvangmjong (Gwangmyeong) shuttle | Tokszan (Doksan) Szodongthan (Seodongtan), Sincshang (Sinchang) és Kvangmjong (Gwangmyeong) felé |
| Korail                                                                   |                                                                          |                                                                                                  |
| Kuro (Guro) Szöul felé                                                   | Kjongbu (Gyeongbu) vonal                                                 | Tokszan (Doksan) Puszan (Busan) felé                                                             |
| 7-es vonal                                                               |                                                                          |                                                                                                  |
| Namguro Csangam (Jangam) felé                                            | 7-es vonal                                                               | Csholszan (Cheolsan) Puphjong-ku cshong (Bupyeong-gu cheong) felé                                |